# Justizamt Hanau II
Das Justizamt Hanau II war ein kurhessisches Gericht erster Instanz mit Sitz in Hanau, das von 1850 bis 1867 bestand.

## Gründung
Im Zuge der Neuorganisation von Verwaltung und Rechtsprechung im Kurfürstentum Hessen nach der Revolution von 1848 wurde auch die Gerichtsverfassung aufgrund § 14 Gesetz vom 31ten Oktober 1848 über die Einrichtung der Gerichte und der Staatsbehörde bei den Gerichten neu strukturiert: Aus den Landgerichten wurden „Justizämter“ gebildet, deren Bezirke kleiner waren, als die der Vorgängergerichte. So entstanden aus dem Landgericht Hanau zum 1. Juli 1850 das Justizamt Hanau II und das Justizamt Hanau I.

## Ende
Nach dem verlorenen Krieg von 1866 annektierte das Königreich Preußen das Kurfürstentum Hessen. Damit wurde auch Hanau preußisch und erhielt 1867 eine preußische Gerichtsverfassung. Preußen schloss zugleich mit dem Großherzogtum Hessen den Friedensvertrag vom 3. September 1866. Der beinhaltete auch, dass Rumpenheim an das Großherzogtum fiel. Rumpenheim schied so aus dem Bezirk des Justizamts Hanau II aus und wurde seitens des Großherzogtums Anfang des Jahres 1867 dem Landgericht Offenbach zugewiesen.
Preußen legte die Bezirke der beiden Hanauer Justizämter wieder zusammen und bildete daraus das Amtsgericht Hanau.

## Gerichtsbezirk
Der Gerichtsbezirk des Justizamtes Hanau II umfasste die Gemeinden:
| Gemeinde        | Herkunft          | Zugang | Abgang | Nach                  |
| --------------- | ----------------- | ------ | ------ | --------------------- |
| Bruchköbel      | Landgericht Hanau | 1850   | 1867   | Amtsgericht Hanau     |
| Dörnigheim      | Landgericht Hanau | 1850   | 1867   | Amtsgericht Hanau     |
| Eichen          | Landgericht Hanau | 1850   | 1867   | Amtsgericht Hanau     |
| Erbstadt        | Landgericht Hanau | 1850   | 1867   | Amtsgericht Hanau     |
| Großauheim      | Landgericht Hanau | 1850   | 1867   | Amtsgericht Hanau     |
| Großkrotzenburg | Landgericht Hanau | 1850   | 1867   | Amtsgericht Hanau     |
| Hanau           | Landgericht Hanau | 1850   | 1867   | Amtsgericht Hanau     |
| Hochstadt       | Landgericht Hanau | 1850   | 1867   | Amtsgericht Hanau     |
| Kesselstadt     | Landgericht Hanau | 1850   | 1867   | Amtsgericht Hanau     |
| Kilianstädten   | Landgericht Hanau | 1850   | 1867   | Amtsgericht Hanau     |
| Marköbel        | Landgericht Hanau | 1850   | 1867   | Amtsgericht Hanau     |
| Mittelbuchen    | Landgericht Hanau | 1850   | 1867   | Amtsgericht Hanau     |
| Niederdorfelden | Landgericht Hanau | 1850   | 1867   | Amtsgericht Hanau     |
| Niederissigheim | Landgericht Hanau | 1850   | 1867   | Amtsgericht Hanau     |
| Niederrodenbach | Landgericht Hanau | 1850   | 1867   | Amtsgericht Hanau     |
| Oberdorfelden   | Landgericht Hanau | 1850   | 1867   | Amtsgericht Hanau     |
| Oberissigheim   | Landgericht Hanau | 1850   | 1867   | Amtsgericht Hanau     |
| Oberrodenbach   | Landgericht Hanau | 1850   | 1867   | Amtsgericht Hanau     |
| Ostheim         | Landgericht Hanau | 1850   | 1867   | Amtsgericht Hanau     |
| Roßdorf         | Landgericht Hanau | 1850   | 1867   | Amtsgericht Hanau     |
| Rüdigheim       | Landgericht Hanau | 1850   | 1867   | Amtsgericht Hanau     |
| Rumpenheim      | Landgericht Hanau | 1850   | 1866   | Landgericht Offenbach |
| Wachenbuchen    | Landgericht Hanau | 1850   | 1867   | Amtsgericht Hanau     |
| Windecken       | Landgericht Hanau | 1850   | 1867   | Amtsgericht Hanau     |

## Gebäude
Die Hanauer Gerichte hatten seit 1835 ihren Sitz im Altstädter Rathaus und erhielten 1842 ein Gerichtsgebäude im Bangert. Dies war ein freistehender, dreigeschossiger Bau mit einem großen Sitzungssaal, der in seiner Höhe zwei Stockwerke einnahm. Das Gebäude wurde im Zweiten Weltkrieg bei den Luftangriffen auf Hanau zerstört.